# Bill Nilsson
Bill Nilsson   (Hallstavik, 17 de desembre de 1932 - 25 d'agost de 2013) va ser un pilot de motocròs suec, guanyador de dos Campionats del Món de motocròs en la categoria de 500cc. Fou el primer campió del món de motocròs de la història, ja que guanyà la primera edició d'aquest campionat, la de 1957 (s'havia estrenat aquell any com a continuació del Campionat d'Europa que es disputava d'ençà del 1952). A banda, guanyà tres vegades el Motocross des Nations, formant part de l'equip suec, i dues vegades la dura prova d'enduro Novemberkåsan.
Galtavermell i no gaire alt (feia 1,70 m d'alçada), Bill Nilsson era cepat i atlètic. Se'l coneixia com a Vilde Bill ("Bill el salvatge") i també com a Buffalo Bill, perquè no tenia pietat amb els seus rivals. Pilotava amb extrema precisió, però els seus principals actius eren el seu mal geni i la seva tossuderia. Quan la manca d'experiència el perjudicava, la seva determinació i el seu desig de guanyar ho compensaven. El seu estil de pilotatge, basat en la resistència i el talent, li permetia d'afrontar obstacles amb decisió i comoditat, ja fossin fang, bassals d'aigua, rampes o salts.
Un fill seu, Jeff Nilsson, va destacar en competicions d'enduro durant la dècada del 1990 i en va ser dues vegades campió del món en la cilindrada dels 125cc.

## Trajectòria esportiva
Nascut i criat a Rörvägen, Hallstavik, Bill Nilsson va començar a competir en motocròs a començaments de la dècada de 1950, quan ja era un bon stunt, capaç de fer uns wheelies espectaculars. Bill, mecànic expert, sempre havia construït i posat a punt les seves pròpies motos. El 1953 ja va aconseguir un bon resultat al Campionat d'Europa, una quarta posició a Ginebra, Suïssa, amb una AJS. Va aconseguir la seva primera victòria en Gran Premi el 1954, a Saxtorp, Suècia, amb una BSA. El 1955 va perdre el títol per un punt en la darrera cursa després d'un duel amb el britànic John Draper. El 1956 va guanyar dues curses amb la BSA.
De cara a la primera edició del Campionat del Món, el 1957, es va construir una motocicleta a mida partint d'una AJS 7R "Boy Racer" de velocitat i, en no aconseguir finançament de la fàbrica anglesa, contactà amb el fabricant de bicicletes suec Crescent, el qual li donà suport econòmic i, per aquest motiu, la moto s'anomenà Crescent-AJS. Amb aquesta moto dominà la temporada: segon a França, guanyador a Suècia, Itàlia i Països Baixos, tercer a Bèlgica i Dinamarca i cinquè a Gran Bretanya. Gràcies a aquesta gran temporada, va superar el belga René Baeten i el seu compatriota Sten Lundin i aconseguí el títol. Un cop va haver guanyat el seu primer mundial, va començar a dedicar més temps a pilotar i a entrenar-se pels voltants de casa seva, a Roslagen (al nord d'Estocolm). Persona de gran autoestima, tenia la intenció d'arribar lluny en la seva carrera.
El 1958 fou subcampió del món darrere de Baeten, i el 1959 repetí el resultat darrere de Lundin. Fou aleshores quan, vora deu anys després del seu debut, Husqvarna el va fitxar com a pilot principal per a la temporada de 1960. El seu company d'equip seria el campió d'Europa de 250 cc, el també suec Rolf Tibblin.

### La temporada de 1960
El campionat del món de 1960 durava quatre mesos i mig. La temporada s'inicià a finals d'abril a Sittendorf, Àustria, amb un temps variable que alternava un sol abrusador amb tempestes de calamarsa. Els 30.000 espectadors presents van poder veure com els 37 pilots participants, de set països diferents, completaven dues mànegues de 15 voltes cadascuna a un circuit d'1,7 km de longitud. Husqvarna hi va assolir l'èxit, amb sengles victòries de Rolf Tibblin a ambdues mànegues i un tercer i segon lloc respectivament per a Bill Nilsson.

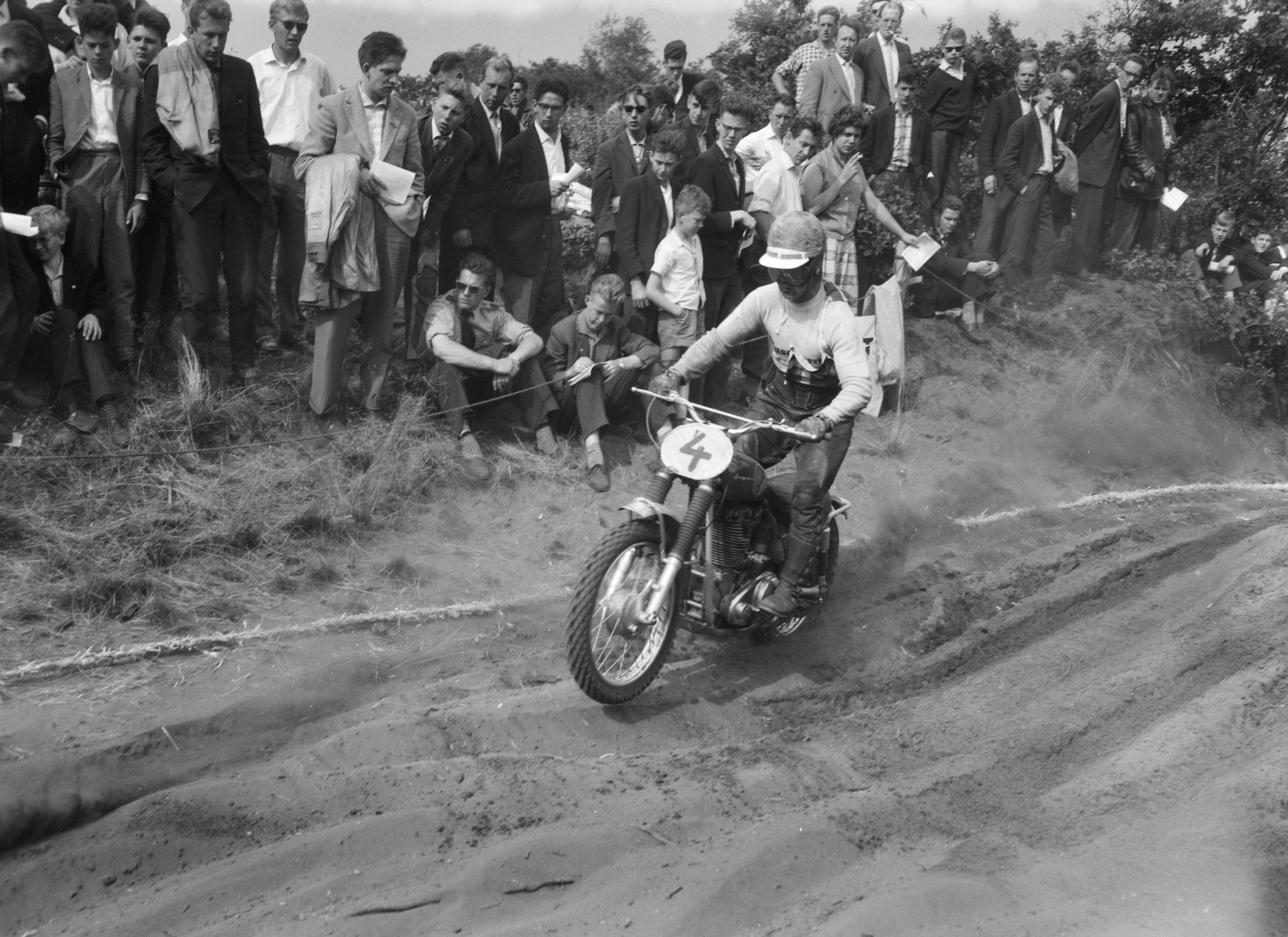
Amb la Husqvarna al GP dels Països Baixos de 1960, a Bergharen

El segon Gran Premi fou el de França, a mitjans de maig a Vesoul. Nilsson, desafortunat, va patir averia a les dues mànegues (problemes a la bugia a la primera i ruptura de magneto a la segona), però Husqvarna va guanyar gràcies a Tibblin. Dues setmanes després, els suecs van competir a la gespa de Hyllinge, al seu país. S'hi van presentar pilots de 8 països davant de 15.000 espectadors. A la primera mànega, Nilsson va caure, però va aconseguir tornar i va acabar en tercer lloc. A la segona, fou imparable i es va endur la victòria general, la seva primera de l'any.
A Imola, durant el Gran Premi d'Itàlia, Bill Nilsson va quedar el tercer de la general i es va posar al capdavant de la classificació del mundial amb 18 punts, empatat amb Sten Lundin. A Bielstein, RFA, es va lesionar el peu i va haver d'abandonar la prova, però una setmana després va compensar la pèrdua guanyant el Gran Premi de Gran Bretanya a Hawkstone Park, cosa que el tornava a situar al capdamunt de la classificació, amb 26 punts.
Al Gran Premi dels Països Baixos, disputat a l'arenós circuit de Bergharen, Husqvarna va compartir una doble victòria, amb Nilsson primer i Tibblin segon davant 50.000 espectadors. A Namur, Bèlgica, Bill Nilsson tenia opció d'aconseguir el seu segon títol mundial i el primer de Husqvarna, i no va fallar: va aconseguir la seva quarta victòria de la temporada en vèncer el seu oponent Lundin per 30 segons. Per tal de commemorar aquest resultat, Husqvarna va imprimir una postal de col·leccionista amb una imatge de Nilsson guanyant a Namur.
La novena i última prova era el Gran Premi de Luxemburg, a Ettelbruck. En una rasa plena d'aigua, Nilsson i Tibblin van tenir problemes quan sengles mànegues de ventilació dels seus dipòsits de benzina obstruïdes van provocar la seva retirada. Sten Lundin s'endugué l'última victòria del campionat mundial de 1960, però seguia dos punts per sota del líder.
Aquell mateix any, Bill Nilsson va guanyar el campionat de Suècia amb tres victòries de quatre possibles.

## Palmarès internacional en motocròs
| Any          | Motocicleta  | 500cc | MXDN |
| ------------ | ------------ | ----- | ---- |
| 1954         | BSA          | 7è    |      |
| 1955         | BSA          | 2n    | 1r   |
| 1956         | BSA          | 5è    |      |
| 1957         | Crescent-AJS | 1r    |      |
| 1958         | Crescent-AJS | 2n    | 1r   |
| 1959         | Crescent-AJS | 2n    |      |
| 1960         | Husqvarna    | 1r    |      |
| 1961         | Husqvarna    | 2n    | 1r   |
| 1962         | Lito         | 5è    |      |
| 1963         | BNS          | 6è    |      |
| 1964         | ESO-Métisse  | 4t    |      |
| 1965         | ?            | -     |      |
| 1966         | Husqvarna    | 15è   |      |
| 1967         | Husqvarna    | 9è    |      |
| Total títols | Total títols | 2     | 3    |

Notes
1. ↑  La classificació consignada a MXDN fa referència a la posició final obtinguda per l'equip estatal
2. ↑  Fins al 1956 inclòs no existia el Campionat del Món de 500 cc, ans el Campionat d'Europa